# Elecciones parlamentarias extraordinarias de Perú de 2020
Las elecciones parlamentarias de Perú de 2020 (oficialmente Elecciones Congresales Extraordinarias 2020) se llevaron a cabo el 26 de enero de 2020 para elegir a 130 representantes ante el Congreso de la República del Perú para el periodo 2020-2021, representativos de 26 distritos electorales, como consecuencia de la disolución del Congreso electo en 2016 por parte del presidente Martín Vizcarra en aplicación del artículo 134 de la Constitución Política del Perú. Constituyeron la séptima elección parlamentaria desde la aprobación de la Constitución de 1993.
Tras las elecciones de 2016, el fujimorismo consiguió una arrolladora mayoría parlamentaria, pese a lo cual perdió inesperadamente las elecciones presidenciales ante Peruanos por el Kambio, que resultó como tercera fuerza política en el Congreso. El electo presidente Pedro Pablo Kuczynski intentó negociar con la mayoría opositora, pero el enfrentamiento entre ambos poderes impidió la articulación de un gobierno estable. Tras sufrir dos intentos de vacancia presidencial y múltiples escándalos, Kuczynski renunció a la presidencia en marzo de 2018. Martín Vizcarra, su sucesor, heredó su debilidad política pero consiguió un amplio respaldo popular, que le permitió cierta estabilidad y enfrentarse a un poder legislativo ya calificado de obstruccionista y con niveles máximos históricos de desaprobación.
Por otro lado, Fuerza Popular sufrió durante ese periodo de tensiones y divisiones internas, siendo la principal la renuncia del hermano de su lideresa Keiko Fujimori, Kenji, tras el primer intento de vacancia de Kuczynski, perdiendo la mayoría absoluta en enero de 2018; no obstante, permaneció como el principal grupo parlamentario. El Frente Amplio, la segunda fuerza política del legislativo, se dividió en dos en julio de 2017. Las disidencias también afectaron al oficialismo, en especial tras el rumbo que tomó el gobierno de Vizcarra de enfrentamiento con el Congreso y su propuesta de elecciones anticipadas. El rechazo a esa propuesta, así como la negativa a la cuestión de confianza presentada por el gobierno, conllevaron a la disolución del Congreso en septiembre de 2019 y la convocatoria a elecciones parlamentarias extraordinarias.
Los comicios mostraron un alto nivel de fragmentación, en parte por la participación de veintiún agrupaciones políticas (de las cuales, nueve conseguirían representación), el mayor número de listas presentadas desde 2006. Acción Popular se alzó como el partido más votado y la primera fuerza política representada en el Congreso (25 escaños) por primera vez desde las elecciones de 1980, pese a obtener poco más del 10% de votos válidos. La segunda fuerza política fue Alianza para el Progreso con 22 escaños, su mejor resultado hasta la fecha, pese a ser la cuarta en número de votos. Los ultraconservadores del Frente Popular Agrícola del Perú se alzaron sorpresivamente como la tercera fuerza en el Congreso, consiguiendo representación por primera vez desde las elecciones de 2000 y su mejor resultado histórico, con 15 escaños empatando con los fujimoristas de Fuerza Popular.
El fujimorismo sufrió un descalabro significativo y muy por debajo de sus proyecciones, perdiendo el 80% de los escaños y el 76% de los votos obtenidos en las elecciones de 2016, con su tercer peor resultado histórico y su mayor caída desde las elecciones de 2001. El nacionalista Podemos Perú consiguió ser el segundo partido más votado por apenas poco más de 600 votos, aunque ganó solamente 11 escaños; Somos Perú, en su primera participación en solitario desde 2001, consiguió el mismo número de escaños pese a ser la fuerza menos votada con representación en el Congreso. La extrema izquierda de Unión por el Perú desplazó al izquierdista Frente Amplio en el sur del país, consiguiendo el primero 13 escaños y el segundo 9, idéntico número conseguido por los reformistas del Partido Morado que consiguió ser la quinta fuerza más votada, en parte por su buena actuación en Lima, principal distrito electoral del país.

## Contexto
El 30 de septiembre de 2019, el Presidente del Consejo de Ministros, Salvador del Solar planteó una cuestión de confianza ante el Congreso de la República por un proyecto de ley para modificar el proceso de elección de Magistrados del Tribunal Constitucional. La cuestión de confianza buscaba detener el procedimiento en curso (elección de magistrados), modificar la Ley Orgánica del Tribunal Constitucional y poder aplicarla para la designación de los tribunos. Sin embargo, el Pleno del Congreso decidió continuar con la elección de magistrados, eligió a uno y por la tarde aprobó la cuestión de confianza presentada por el ministro Del Solar. El presidente de la República, Martín Vizcarra, anunció que su gobierno consideraba que la cuestión de confianza había sido denegada de manera fáctica y procedió con la disolución del Congreso y la convocatoria a elecciones parlamentarias.

Artículo 134 El Presidente de la República está facultado para disolver el Congreso si éste ha censurado o negado su confianza a dos Consejos de Ministros.
El decreto de disolución contiene la convocatoria a elecciones para un nuevo Congreso. Dichas elecciones se realizan dentro de los cuatro meses de la fecha de disolución, sin que pueda alterarse el sistema electoral preexistente.
No puede disolverse el Congreso en el último año de su mandato. Disuelto el Congreso, se mantiene en funciones la Comisión Permanente, la cual no puede ser disuelta.
No hay otras formas de revocatoria del mandato parlamentario.
Bajo estado de sitio, el Congreso no puede ser disuelto.
Constitución Política del Perú de 1993

## Sistema electoral
Se eligió a 130 miembros correspondientes a las 26 regiones (24 departamentos, Lima Metropolitana y la Provincia Constitucional del Callao), empleando el método de la cifra repartidora, con doble voto preferencial opcional, a excepción de Madre de Dios, donde solo se aplicará el voto preferencial opcional. Existe un umbral electoral del 5% a nivel nacional.
La distribución y número de congresistas para las elecciones de 2020 quedaron fijados de la siguiente manera:
| Escaños | Distritos electorales                                                      |  |
| 36      | Lima y Residentes en el Extranjero                                         |  |
| 7       | La Libertad y Piura                                                        |  |
| 6       | Arequipa y Cajamarca                                                       |  |
| 5       | Áncash, Cusco, Junín, Lambayeque y Puno                                    |  |
| 4       | Callao, Ica, Lima Provincias, Loreto y San Martín                          |  |
| 3       | Ayacucho y Huánuco                                                         |  |
| 2       | Amazonas, Apurímac, Huancavelica, Moquegua, Pasco, Tacna, Tumbes y Ucayali |  |
| 1       | Madre de Dios                                                              |  |

## Cronograma electoral
El cronograma de actividades de las elecciones congresales de Perú de 2020:
| Fecha            | Evento |
| ---------------- | --- |
| 2019             | |
| 30 de septiembre | Convocatoria a elecciones                                                                                     |
| 30 de septiembre | Cierre del Padrón Electoral                                                                                   |
| 7 de octubre     | Convocatoria a Elecciones                                                                                     |
| 18 de octubre    | Fecha límite para presentar ante el ROP la renuncia de afiliados para postular por otra organización política |
| 31 de octubre    | Fecha límite para inscripción de alianzas electorales                                                         |
| 6 de noviembre   | Fecha límite para el periodo de democracia interna                                                            |
| 6 de noviembre   | Remisión del padrón electoral al JNE                                                                          |
| 16 de noviembre  | Aprobación del padrón electoral                                                                               |
| 18 de noviembre  | Fecha límite para presentación de listas de candidatos                                                        |
| 18 de noviembre  | Cierre de registro de organizaciones políticas                                                                |
| 3 de diciembre   | Fecha límite para publicación de listas admitidas                                                             |
| 27 de diciembre  | Fecha límite de exclusión de candidatos, renuncia y retiro de candidatos                                      |
| 2020             | |
| 26 de enero      | Elecciones congresales extraordinarias de 2020                                                                |

## Partidos y líderes
A continuación se muestra una lista de los partidos y alianzas electorales que participaron en las elecciones:
| Candidatura | Candidatura | Partidos y alianzas                               | Líderes | Líderes                       | Ideología                                                          | Resultado previo | Resultado previo | Ref. |
| Candidatura | Candidatura | Partidos y alianzas                               | Líderes | Líderes                       | Ideología                                                          | Votos (%)        | Esc.             | Ref. |
| ----------- | ----------- | ------------------------------------------------- | ------- | ----------------------------- | ------------------------------------------------------------------ | ---------------- | ---------------- | ---- |
|             | FP          | Lista - Fuerza Popular (FP)                       |         | Keiko Fujimori Higuchi        | Fujimorismo Conservadurismo social Populismo de derecha            | 36.34%           | 73               |      |
|             | C           | Lista - Contigo (C)                               |         | Gilbert Violeta López         | Liberalismo económico Conservadurismo progresista                  | 16.46%           | 18               |      |
|             | FA          | Lista - Frente Amplio (FA)                        |         | Marco Arana Zegarra           | Socialismo Ecologismo Descentralización                            | 13.94%           | 20               |      |
|             | APP         | Lista - Alianza para el Progreso (APP)            |         | César Acuña Peralta           | Liberalismo económico Conservadurismo liberal Populismo de derecha | 9.23%            | 9                |      |
|             | SP          | Lista - Somos Perú (SP)                           |         | Patricia Li Sotelo            | Democracia cristiana Conservadurismo social                        | 9.23%            | 0                |      |
|             | APRA        | Lista - Partido Aprista Peruano (APRA)            |         | César Trelles Lara            | Aprismo                                                            | 8.31%            | 5                |      |
|             | PPC         | Lista - Partido Popular Cristiano (PPC)           |         | Alberto Beingolea Delgado     | Democracia cristiana Liberalismo económico Conservadurismo social  | 8.31%            | 0                |      |
|             | VP          | Lista - Vamos Perú (VP)                           |         | Juan Sotomayor García         | Populismo Socialdemocracia                                         | 8.31%            | 0                |      |
|             | AP          | Lista - Acción Popular (AP)                       |         | Mesías Guevara Amasifuén      | Partido atrapalotodo                                               | 7.20%            | 5                |      |
|             | DD          | Lista - Democracia Directa (DD)                   |         | Andrés Alcántara Paredes      | Socialismo Nacionalismo de izquierda Ecologismo                    | 4.33%            | 0                |      |
|             | Frepap      | Lista - Frente Popular Agrícola del Perú (Frepap) |         | Ezequiel Ataucusi Molina      | Israelismo Fundamentalismo cristiano Populismo                     | Nuevo            | Nuevo            |      |
|             | UPP         | Lista - Unión por el Perú (UPP)                   |         | José Vega Antonio             | Etnocacerismo Nacionalismo de izquierda Ultranacionalismo          | Nuevo            | Nuevo            |      |
|             | SN          | Lista - Solidaridad Nacional (SN)                 |         | Rafael López-Aliaga Cazorla   | Conservadurismo liberal Liberalismo económico                      | Nuevo            | Nuevo            |      |
|             | PPS         | Lista - Perú Patria Segura (PPS)                  |         | Renzo Reggiardo Barreto       | Conservadurismo liberal Liberalismo económico                      | Nuevo            | Nuevo            |      |
|             | PN          | Lista - Perú Nación (PN)                          |         | Francisco Diez Canseco Távara | Conservadurismo social Democracia cristiana                        | Nuevo            | Nuevo            |      |
|             | JP          | Lista - Juntos por el Perú (JP)                   |         | Roberto Sánchez Palomino      | Socialismo democrático Progresismo                                 | Nuevo            | Nuevo            |      |
|             | PL          | Lista - Perú Libre (PL)                           |         | Vladimir Cerrón Rojas         | Socialismo del siglo XXI Marxismo-leninismo Mariateguismo          | Nuevo            | Nuevo            |      |
|             | AvP         | Lista - Avanza País (AvP)                         |         | Pedro Cenas Casamayor         | Conservadurismo liberal Liberalismo clásico                        | Nuevo            | Nuevo            |      |
|             | PP          | Lista - Podemos Perú (PP)                         |         | José Luna Gálvez              | Conservadurismo social Populismo Nacionalismo                      | Nuevo            | Nuevo            |      |
|             | PM          | Lista - Partido Morado (PM)                       |         | Julio Guzmán Cáceres          | Centrismo Republicanismo Progresismo                               | Nuevo            | Nuevo            |      |
|             | RUNA        | Lista - Renacimiento Unido Nacional (RUNA)        |         | Ciro Gálvez Herrera           | Indigenismo Socialdemocracia Plurinacionalismo                     | Nuevo            | Nuevo            |      |

## Galería fotográfica

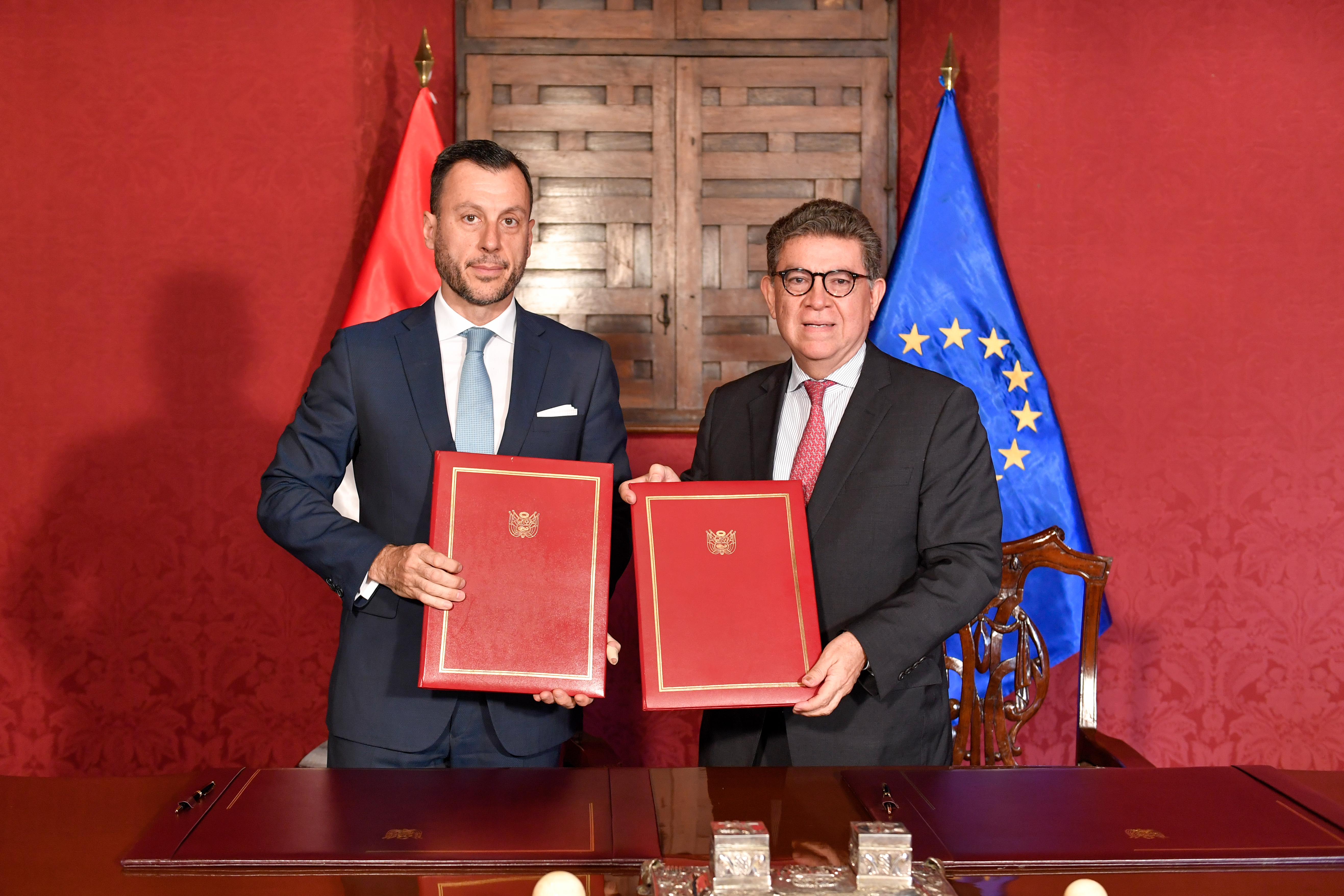
Suscripción para la participación de la Unión Europea como observador.
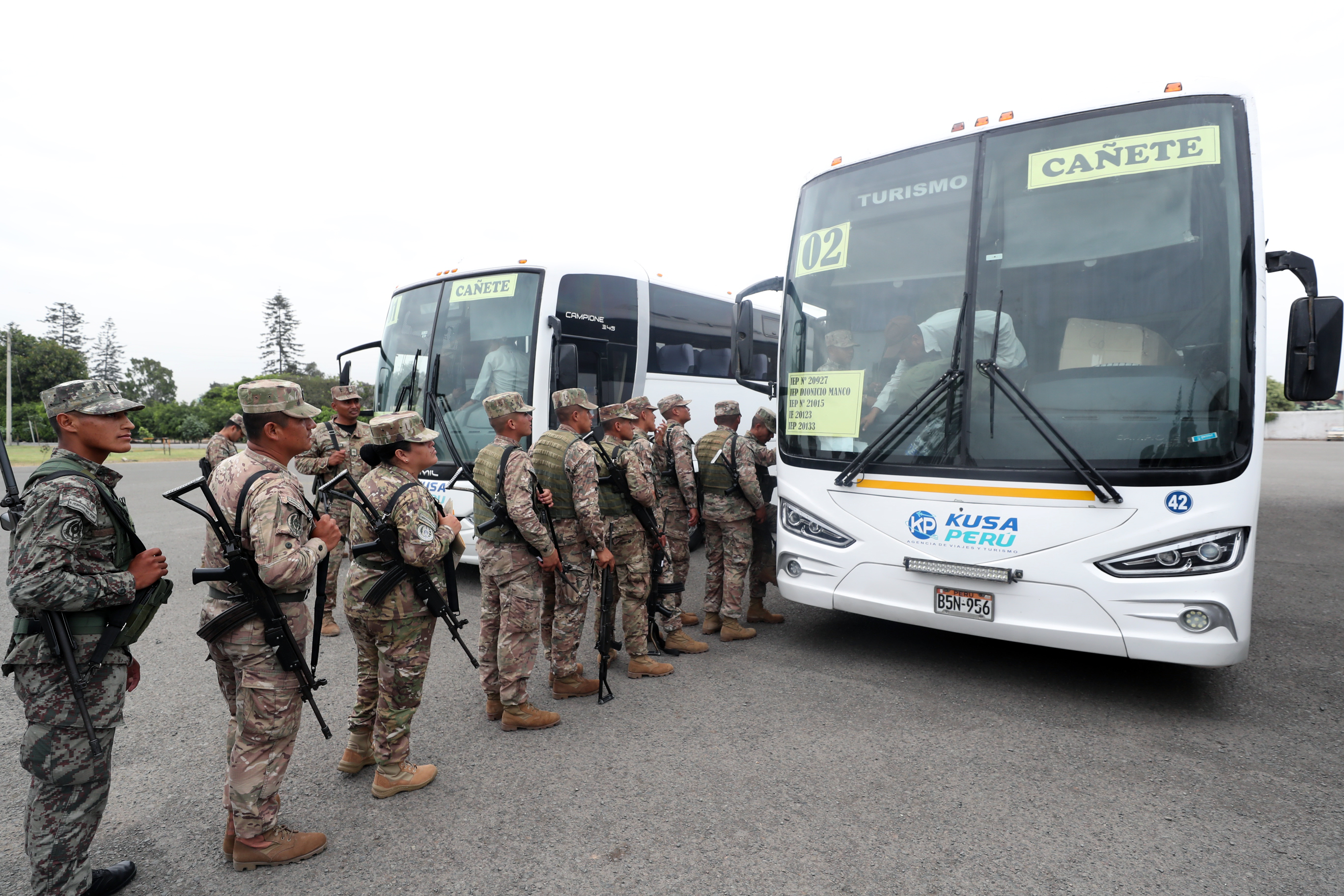
Despliegue del personal del Ejército del Perú para la seguridad.
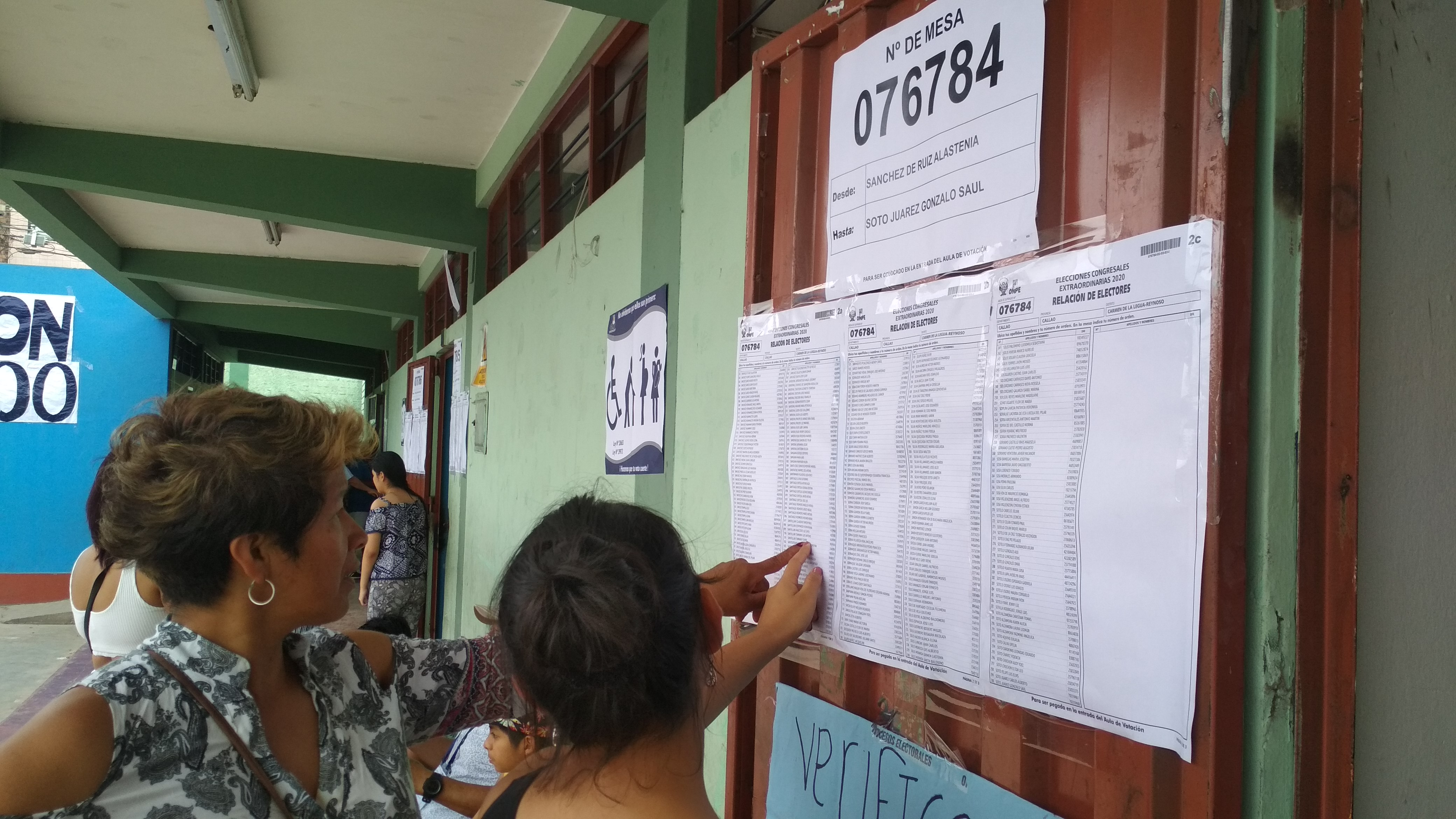
Lista de electores en Carmen de la Legua en el Callao.
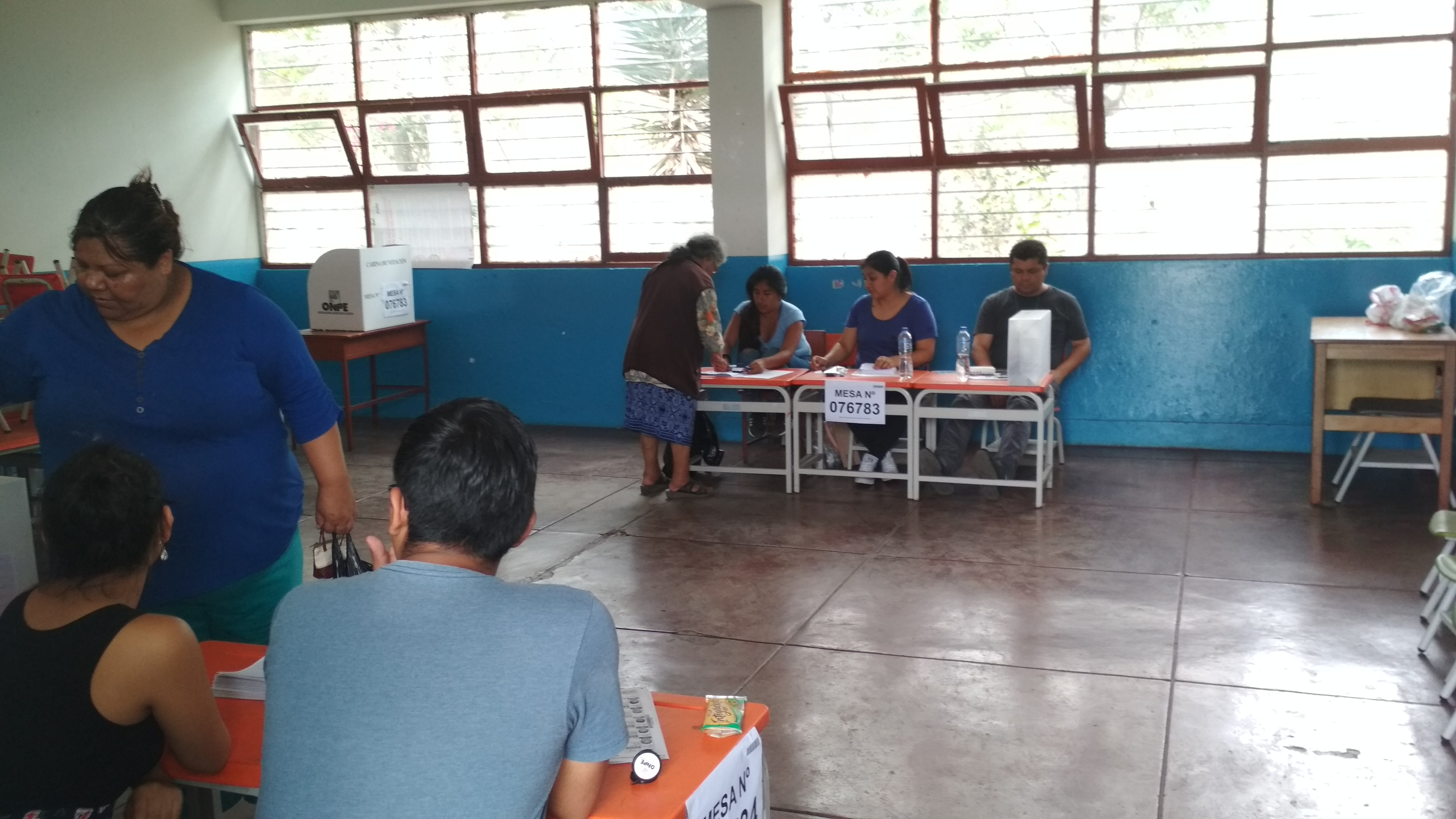
Mesa electoral en la institución Educativa Augusto Salazar Bondy en el barrio de Villa Señor de los Milagros, en Carmen de la Legua Reynoso en el Callao.
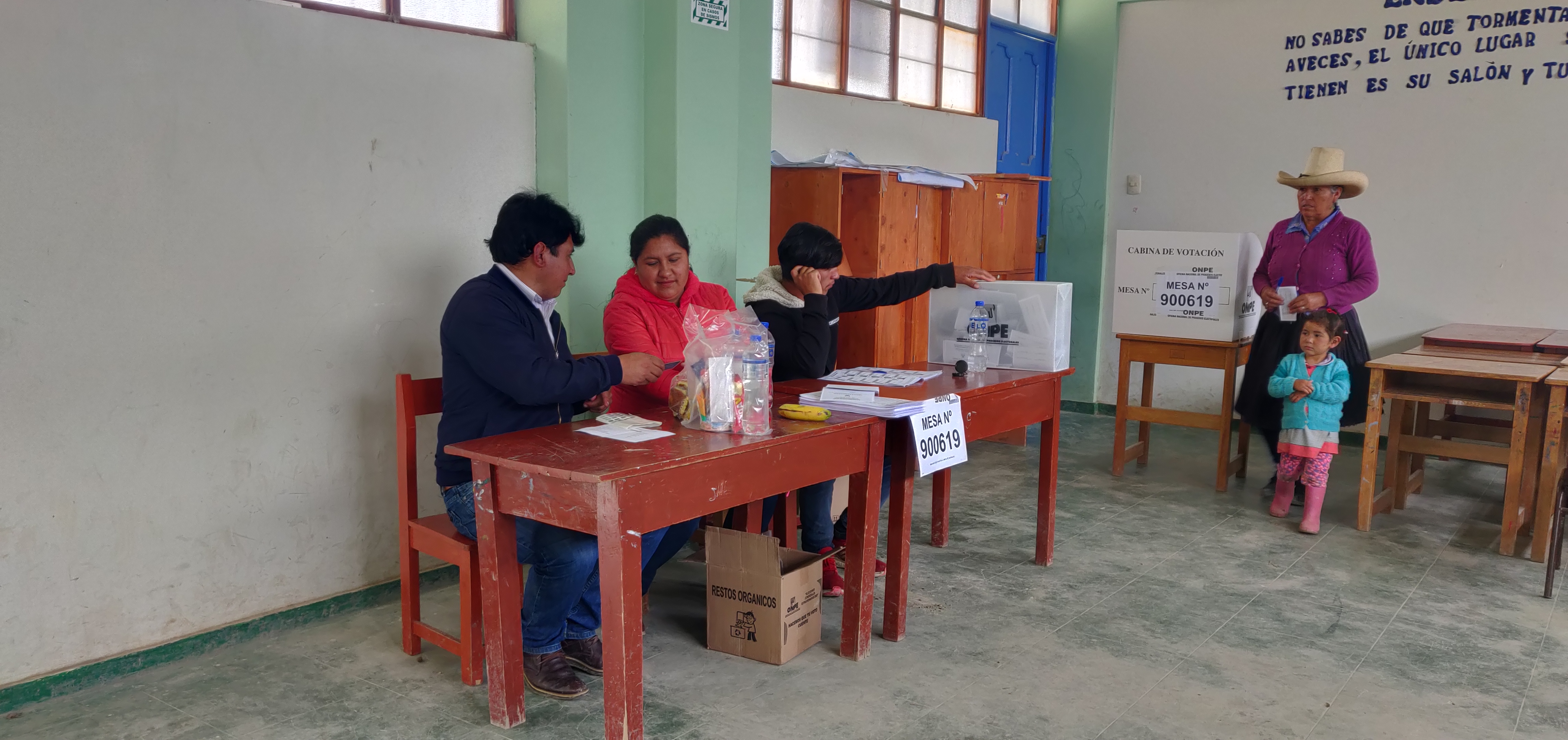
Mesa instalada en el poblado de Jerez, distrito de Huasmín, provincia de Celendín.

## Resultados

Distribución de escaños por departamento.

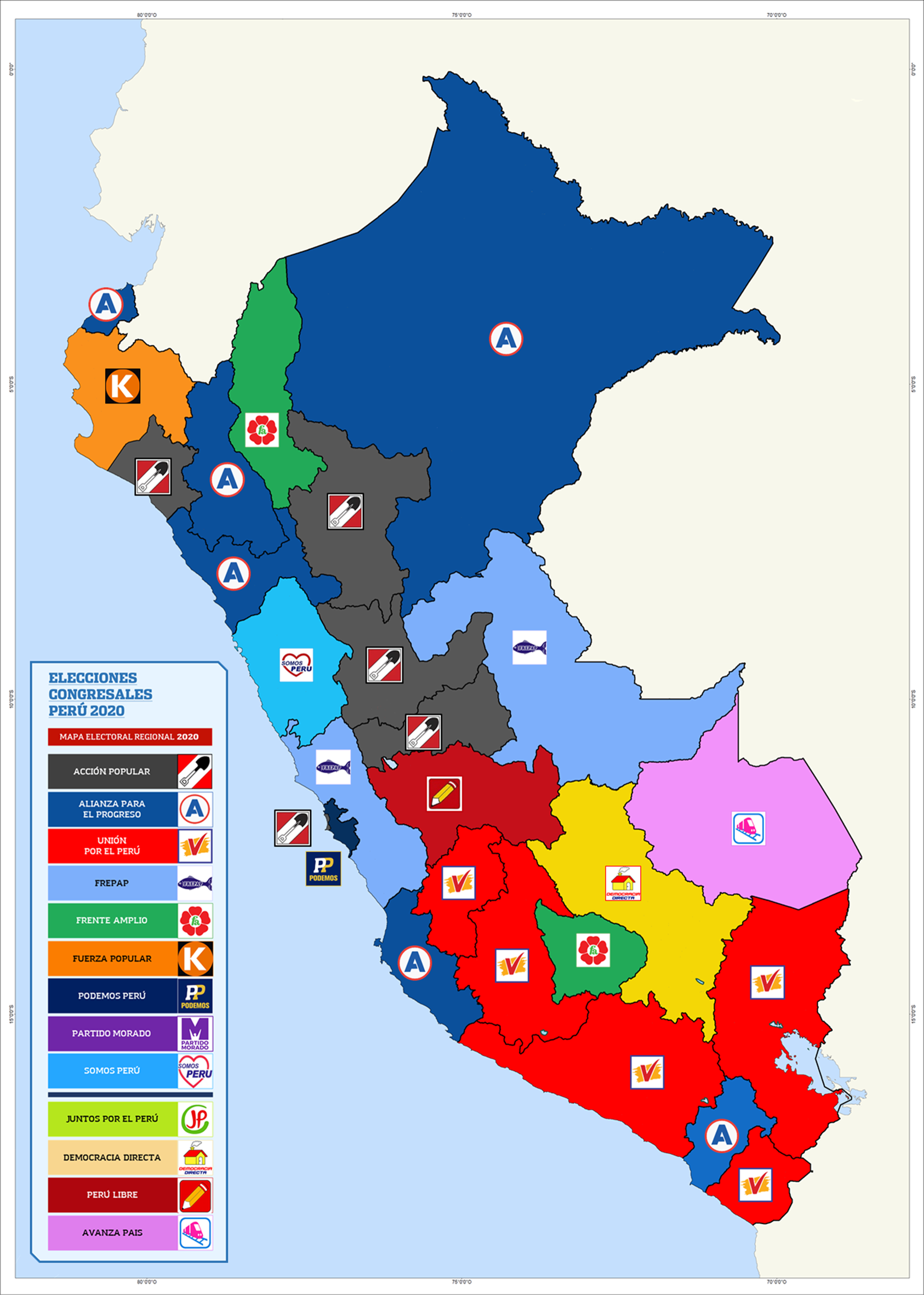
Partido más votado por departamento

### Sumario general
| |                                           |              |              |              |         |         |
| Partidos y coaliciones                                                                                  | Partidos y coaliciones                    | Voto popular | Voto popular | Voto popular | Escaños | Escaños |
| Partidos y coaliciones                                                                                  | Partidos y coaliciones                    | Votos        | %            | ±pp          | Total   | +/−     |
| |                                           |              |              |              |         |         |
| | Acción Popular (AP)                       | 1,518,171    | 10.26        | +3.06        | 25      | +20     |
| | Podemos Perú (PP)                         | 1,240,716    | 8.38         | Nuevo        | 11      | +11     |
| | Frente Popular Agrícola del Perú (FREPAP) | 1,240,084    | 8.38         | Nuevo        | 15      | +15     |
| | Alianza para el Progreso (APP)            | 1,178,020    | 7.96         | n/a          | 22      | +13     |
| | Partido Morado (PM)                       | 1,095,491    | 7.40         | Nuevo        | 9       | +9      |
| | Fuerza Popular (FP)                       | 1,081,174    | 7.31         | –29.03       | 15      | –58     |
| | Unión por el Perú (UPP)                   | 1,001,716    | 6.77         | n/a          | 13      | +13     |
| | Frente Amplio (FA)                        | 911,701      | 6.16         | –7.78        | 9       | –11     |
| | Somos Perú (SP)                           | 895,700      | 6.05         | n/a          | 11      | +11     |
| |                                           |              |              |              |         |         |
| | Juntos por el Perú (JP)                   | 710,462      | 4.80         | Nuevo        | 0       | ±0      |
| | Partido Popular Cristiano (PPC)           | 590,378      | 3.99         | n/a          | 0       | ±0      |
| | Democracia Directa (DD)                   | 543,956      | 3.68         | –0.65        | 0       | ±0      |
| | Perú Libre (PL)                           | 502,898      | 3.40         | Nuevo        | 0       | ±0      |
| | Partido Aprista Peruano (APRA)            | 402,330      | 2.72         | n/a          | 0       | –5      |
| | Avanza País (AvP)                         | 373,113      | 2.52         | Nuevo        | 0       | ±0      |
| | Perú Patria Segura (PPS)                  | 350,121      | 2.37         | Nuevo        | 0       | ±0      |
| | Vamos Perú (VP)                           | 311,413      | 2.10         | n/a          | 0       | ±0      |
| | Renacimiento Unido Nacional (RUNA)        | 265,564      | 1.79         | Nuevo        | 0       | ±0      |
| | Solidaridad Nacional (SN)                 | 221,123      | 1.49         | n/a          | 0       | ±0      |
| | Perú Nación (PN)                          | 206,128      | 1.39         | Nuevo        | 0       | ±0      |
| | Contigo (C)1                              | 158,120      | 1.07         | –15.39       | 0       | –18     |
| |                                           |              |              |              |         |         |
| Total                                                                                                   | Total                                     | 14,798,379   |              |              | 130     | ±0      |
| |                                           |              |              |              |         |         |
| Votos válidos                                                                                           | Votos válidos                             | 14,798,379   | 80.56        | +15.35       |         |         |
| Votos en blanco                                                                                         | Votos en blanco                           | 432,071      | 2.35         | –10.40       |         |         |
| Votos nulos                                                                                             | Votos nulos                               | 3,138,638    | 17.09        | –5.13        |         |         |
| Votos emitidos                                                                                          | Votos emitidos                            | 18,369,088   | 74.07        | –7.81        |         |         |
| Abstenciones                                                                                            | Abstenciones                              | 6,430,296    | 25.93        | +7.81        |         |         |
| Votantes registrados                                                                                    | Votantes registrados                      | 24,799,384   |              |              |         |         |
| |                                           |              |              |              |         |         |
| Fuente:                                                                                                 |                                           |              |              |              |         |         |
| Notas al pie: 1 Comparado con los resultados de Peruanos por el Kambio (PPK) en las elecciones de 2016. |                                           |              |              |              |         |         |
| Notas al pie:                                                                                           |                                           |              |              |              |         |         |
| 1 Comparado con los resultados de Peruanos por el Kambio (PPK) en las elecciones de 2016.               |                                           |              |              |              |         |         |

| \| Voto popular \| Voto popular \| Voto popular \| Voto popular \| Voto popular \| \| ------------ \| ------------ \| ------------ \| ------------ \| ------------ \| \| \| \| \| \| \| \| AP \| AP \| \| 10.26 % \| 10.26 % \| \| PP \| PP \| \| 8.38 % \| 8.38 % \| \| FREPAP \| FREPAP \| \| 8.38 % \| 8.38 % \| \| APP \| APP \| \| 7.96 % \| 7.96 % \| \| PM \| PM \| \| 7.40 % \| 7.40 % \| \| FP \| FP \| \| 7.31 % \| 7.31 % \| \| UPP \| UPP \| \| 6.77 % \| 6.77 % \| \| FA \| FA \| \| 6.16 % \| 6.16 % \| \| SP \| SP \| \| 6.05 % \| 6.05 % \| \| Otros \| Otros \| \| 31.33 % \| 31.33 % \| |        |  |         |         |
| Voto popular |        |  |         |         |
| |        |  |         |         |
| AP | AP     |  | 10.26 % | 10.26 % |
| PP | PP     |  | 8.38 %  | 8.38 %  |
| FREPAP | FREPAP |  | 8.38 %  | 8.38 %  |
| APP | APP    |  | 7.96 %  | 7.96 %  |
| PM | PM     |  | 7.40 %  | 7.40 %  |
| FP | FP     |  | 7.31 %  | 7.31 %  |
| UPP | UPP    |  | 6.77 %  | 6.77 %  |
| FA | FA     |  | 6.16 %  | 6.16 %  |
| SP | SP     |  | 6.05 %  | 6.05 %  |
| Otros | Otros  |  | 31.33 % | 31.33 % |

| \| Escaños \| Escaños \| Escaños \| Escaños \| Escaños \| \| ------- \| ------- \| ------- \| ------- \| ------- \| \| \| \| \| \| \| \| AP \| AP \| \| 19.23 % \| 19.23 % \| \| APP \| APP \| \| 16.92 % \| 16.92 % \| \| FREPAP \| FREPAP \| \| 11.54 % \| 11.54 % \| \| FP \| FP \| \| 11.54 % \| 11.54 % \| \| UPP \| UPP \| \| 10.00 % \| 10.00 % \| \| PP \| PP \| \| 8.46 % \| 8.46 % \| \| SP \| SP \| \| 8.46 % \| 8.46 % \| \| PM \| PM \| \| 6.92 % \| 6.92 % \| \| FA \| FA \| \| 6.92 % \| 6.92 % \| |        |  |         |         |
| Escaños |        |  |         |         |
| |        |  |         |         |
| AP | AP     |  | 19.23 % | 19.23 % |
| APP | APP    |  | 16.92 % | 16.92 % |
| FREPAP | FREPAP |  | 11.54 % | 11.54 % |
| FP | FP     |  | 11.54 % | 11.54 % |
| UPP | UPP    |  | 10.00 % | 10.00 % |
| PP | PP     |  | 8.46 %  | 8.46 %  |
| SP | SP     |  | 8.46 %  | 8.46 %  |
| PM | PM     |  | 6.92 %  | 6.92 %  |
| FA | FA     |  | 6.92 %  | 6.92 %  |

#### Resultados por circunscripción
| Circunscripción | AP       | AP  | PP   | PP  | Frepap | Frepap | APP  | APP  | PM   | PM  | FP   | FP  | UPP  | UPP  | FA   | FA   | SP   | SP   |   |
| Circunscripción | %        | E   | %    | E   | %      | E      | %    | E    | %    | E   | %    | E   | %    | E    | %    | E    | %    | E    |   |
| --------------- | -------- | --- | ---- | --- | ------ | ------ | ---- | ---- | ---- | --- | ---- | --- | ---- | ---- | ---- | ---- | ---- | ---- | - |
| Circunscripción | Amazonas | 9.1 | −    | 4.4 | −      | 2.1    | −    | 11.2 | −    | 6.3 | −    | 4.3 | −    | 10.4 | −    | 20.0 | 1    | 17.6 | 1 |
| Áncash          | 7.7      | 1   | 3.1  | −   | 5.6    | −      | 10.5 | 1    | 4.8  | −   | 5.9  | −   | 8.0  | 1    | 5.3  | −    | 21.3 | 2    |   |
| Apurímac        | 5.9      | −   | 1.3  | −   | 10.9   | −      | 15.1 | 1    | 3.5  | −   | 2.9  | −   | 12.7 | −    | 18.1 | 1    | 6.9  | −    |   |
| Arequipa        | 8.6      | 1   | 3.0  | −   | 7.8    | 1      | 7.0  | −    | 9.3  | 1   | 3.2  | −   | 18.2 | 2    | 7.8  | 1    | 2.5  | −    |   |
| Ayacucho        | 4.5      | −   | 2.6  | −   | 7.4    | −      | 10.1 | 1    | 2.7  | −   | 3.6  | −   | 24.2 | 2    | 7.7  | −    | 6.9  | −    |   |
| Cajamarca       | 13.8     | 1   | 6.3  | −   | 4.8    | −      | 17.9 | 2    | 3.9  | −   | 7.3  | 1   | 5.1  | −    | 8.9  | 1    | 7.0  | 1    |   |
| Callao          | 9.6      | 1   | 7.4  | −   | 8.1    | 1      | 6.4  | −    | 7.5  | 1   | 8.6  | 1   | 3.8  | −    | 4.1  | −    | 6.5  | −    |   |
| Cusco           | 10.5     | 1   | 2.0  | −   | 7.5    | 1      | 8.6  | 1    | 4.1  | −   | 1.8  | −   | 11.7 | 1    | 5.3  | −    | 5.9  | 1    |   |
| Huancavelica    | 10.9     | 1   |      |     | 6.0    | −      | 5.2  | −    | 4.1  | −   | 2.6  | −   | 15.9 | 1    | 9.6  | −    | 6.0  | −    |   |
| Huánuco         | 22.5     | 2   | 1.7  | −   | 9.6    | −      | 10.4 | 1    | 2.0  | −   | 4.6  | −   | 6.4  | −    | 3.9  | −    | 3.9  | −    |   |
| Ica             | 10.4     | 1   | 6.4  | −   | 7.3    | 1      | 10.9 | 1    | 5.7  | −   | 8.0  | 1   | 5.4  | −    | 4.1  | −    | 6.5  | −    |   |
| Junín           | 8.9      | −   | 3.0  | −   | 10.5   | 1      | 10.3 | 1    | 5.2  | −   | 5.7  | 1   | 9.7  | 1    | 3.6  | −    | 4.0  | −    |   |
| La Libertad     | 8.5      | 1   | 3.4  | −   | 8.1    | 1      | 16.4 | 2    | 5.1  | −   | 8.3  | 1   | 3.9  | −    | 9.8  | 1    | 5.6  | 1    |   |
| Lambayeque      | 11.7     | 1   | 8.7  | 1   | 5.0    | −      | 9.1  | 1    | 4.0  | −   | 9.6  | 1   | 2.1  | −    | 2.8  | −    | 10.3 | 1    |   |
| Lima            | 9.3      | 5   | 15.5 | 8   | 9.8    | 5      | 3.5  | 2    | 11.2 | 6   | 8.1  | 4   | 3.4  | 1    | 5.7  | 3    | 4.7  | 2    |   |
| Lima Provincias | 10.7     | 1   | 7.1  | 1   | 11.5   | 1      | 6.4  | –    | 5.0  | −   | 10.8 | 1   | 5.7  | −    | 3.7  | −    | 4.8  | −    |   |
| Loreto          | 13.8     | 1   | 4.6  | −   | 11.0   | 1      | 20.1 | 1    | 4.8  | −   | 6.9  | −   | 2.3  | −    | 3.0  | −    | 6.0  | −    |   |
| Madre de Dios   | 6.4      | −   | 2.5  | −   | 9.9    | −      | 9.9  | −    | 1.3  | −   | 5.2  | −   | 15.3 | 1    |      |      | 8.2  | −    |   |
| Moquegua        | 6.7      | −   | 11.1 | 1   | 4.7    | −      | 16.0 | 1    | 2.8  | −   | 2.7  | −   | 9.7  | −    | 6.1  | −    | 9.0  | −    |   |
| Pasco           | 17.1     | 1   |      |     | 8.1    | −      | 12.1 | 1    | 4.0  | −   | 7.4  | −   | 7.3  | −    | 4.9  | −    | 3.2  | −    |   |
| Piura           | 9.4      | 1   | 5.2  | −   | 4.0    | −      | 9.5  | 1    | 7.4  | 1   | 15.9 | 3   | 3.8  | −    | 5.1  | −    | 7.2  | 1    |   |
| Puno            | 9.8      | 1   | 2.7  | −   | 4.6    | −      | 7.5  | 1    | 4.2  | −   | 2.4  | −   | 18.6 | 2    | 14.1 | 1    | 3.5  | −    |   |
| San Martín      | 25.4     | 2   |      |     | 3.2    | −      | 11.4 | 1    | 4.2  | −   | 9.0  | 1   | 6.9  | −    | 2.3  | −    | 2.6  | −    |   |
| Tacna           | 11.4     | –   | 2.7  | −   | 12.7   | 1      |      |      | 5.0  | −   | 2.6  | −   | 17.2 | 1    | 7.1  | −    | 3.8  | −    |   |
| Tumbes          | 12.2     | 1   | 7.2  | −   | 7.1    | −      | 15.3 | 1    | 4.9  | −   | 11.4 | −   | 2.4  | −    | 1.9  | −    | 2.7  | −    |   |
| Ucayali         | 12.3     | −   | 3.4  | −   | 23.7   | 1      | 9.2  | −    | 4.5  | −   | 6.7  | −   | 6.2  | −    | 1.1  | −    | 18.0 | 1    |   |
| Total           | 10.3     | 25  | 8.4  | 11  | 8.4    | 15     | 8.0  | 22   | 7.4  | 9   | 7.3  | 15  | 6.8  | 13   | 6.2  | 9    | 6.1  | 11   |   |

## Representantes electos
En negrita los congresistas que han sido reelegidos. 
| Distrito Electoral                 | Escaños | Congresistas electos                              | Partido                          | Votos   |
| ---------------------------------- | ------- | ------------------------------------------------- | -------------------------------- | ------- |
| Amazonas                           | 2       | Absalón Montoya Guivin                            | Frente Amplio                    | 19,237  |
| Amazonas                           | 2       | Grimaldo Vásquez Tan                              | Somos Perú                       | 12,096  |
| Áncash                             | 5       | Hirma Norma Alencastre Miranda                    | Somos Perú                       | 33,316  |
| Áncash                             | 5       | Betto Barrionuevo Romero                          | Somos Perú                       | 33,044  |
| Áncash                             | 5       | María Isabel Bartolo Romero                       | Unión por el Perú                | 19,048  |
| Áncash                             | 5       | Otto Napoleón Guibovich Arteaga                   | Acción Popular                   | 14,902  |
| Áncash                             | 5       | Jhosept Amado Pérez Mimbela                       | Alianza para el Progreso         | 12,985  |
| Apurímac                           | 2       | Lenín Abraham Checco Chauca                       | Frente Amplio                    | 14,000  |
| Apurímac                           | 2       | Omar Merino López                                 | Alianza para el Progreso         | 9,826   |
| Arequipa                           | 6       | Édgar Arnold Alarcón Tejada                       | Unión por el Perú                | 46,673  |
| Arequipa                           | 6       | Hipólito Chaiña Contreras                         | Unión por el Perú                | 41,152  |
| Arequipa                           | 6       | José Antonio Núñez Salas                          | Partido Morado                   | 26,390  |
| Arequipa                           | 6       | Rosario Paredes Eyzaguirre                        | Acción Popular                   | 19,787  |
| Arequipa                           | 6       | Daniel Oseda Yucra                                | Frente Popular Agrícola del Perú | 14,558  |
| Arequipa                           | 6       | José Luis Ancalle Gutiérrez                       | Frente Amplio                    | 13,932  |
| Ayacucho                           | 3       | Jim Ali Mamani Barriga                            | Unión por el Perú                | 26,788  |
| Ayacucho                           | 3       | Javier Mendoza Marquina                           | Unión por el Perú                | 22,419  |
| Ayacucho                           | 3       | Perci Rivas Ocejo                                 | Alianza para el Progreso         | 8,053   |
| Cajamarca                          | 6       | Walter Benavides Gavidia                          | Alianza para el Progreso         | 31,758  |
| Cajamarca                          | 6       | Moisés González Cruz                              | Alianza para el Progreso         | 21,527  |
| Cajamarca                          | 6       | Hans Troyes Delgado                               | Acción Popular                   | 16,090  |
| Cajamarca                          | 6       | Mirtha Esther Vásquez Chuquilín                   | Frente Amplio                    | 12,687  |
| Cajamarca                          | 6       | Felicita Madaleine Tocto Guerrero                 | Somos Perú                       | 9,996   |
| Cajamarca                          | 6       | Widman Napoleón Vigo Gutiérrez                    | Fuerza Popular                   | 8,138   |
| Callao                             | 4       | Paul Gabriel García Oviedo                        | Acción Popular                   | 19,007  |
| Callao                             | 4       | Marcos Antonio Pichilingue Gómez                  | Fuerza Popular                   | 13,506  |
| Callao                             | 4       | Miguel Ángel Gonzales Santos                      | Partido Morado                   | 11,329  |
| Callao                             | 4       | Alcides Rayme Marín                               | Frente Popular Agrícola del Perú | 9,188   |
| Cusco                              | 5       | Rubén Pantoja Calvo                               | Unión por el Perú                | 21,665  |
| Cusco                              | 5       | Jorge Vásquez Becerra                             | Acción Popular                   | 19,600  |
| Cusco                              | 5       | Matilde Fernández Flores                          | Somos Perú                       | 11,328  |
| Cusco                              | 5       | Alexander Hidalgo Zamalloa                        | Alianza para el Progreso         | 11,278  |
| Cusco                              | 5       | Juan de Dios Huamán Champi                        | Frente Popular Agrícola del Perú | 10,532  |
| Huancavelica                       | 2       | Posemoscrowte Irrhoscopt Chagua Payano            | Unión por el Perú                | 13,235  |
| Huancavelica                       | 2       | Kenyon Eduardo Durand Bustamante                  | Acción Popular                   | 4,691   |
| Huánuco                            | 3       | Wilmer Solís Bajonero Olivas                      | Acción Popular                   | 21,568  |
| Huánuco                            | 3       | Yessy Nélida Fabián Díaz                          | Acción Popular                   | 13,863  |
| Huánuco                            | 3       | Lusmila Pérez Espíritu                            | Alianza para el Progreso         | 13,494  |
| Ica                                | 4       | Julio Fredy Condori Flores                        | Alianza para el Progreso         | 24,286  |
| Ica                                | 4       | Juan Carlos Oyola Rodríguez                       | Acción Popular                   | 14,123  |
| Ica                                | 4       | Gilbert Juan Alonzo Fernández                     | Fuerza Popular                   | 8,455   |
| Ica                                | 4       | Julia Benigna Ayquipa Torres                      | Frente Popular Agrícola del Perú | 5,247   |
| Junín                              | 5       | César Augusto Combina Salvatierra                 | Alianza para el Progreso         | 26,378  |
| Junín                              | 5       | Roberto Carlos Chavarría Vilcatoma                | Unión por el Perú                | 21,838  |
| Junín                              | 5       | Robledo Noé Gutarra Ramos                         | Frente Popular Agrícola del Perú | 19,091  |
| Junín                              | 5       | Freddy Llaulli Romero                             | Acción Popular                   | 14,878  |
| Junín                              | 5       | Erwin Tito Ortega                                 | Fuerza Popular                   | 7,971   |
| La Libertad                        | 7       | Luis Alberto Valdez Farías                        | Alianza para el Progreso         | 34,331  |
| La Libertad                        | 7       | Tania Rosalía Rodas Malca                         | Alianza para el Progreso         | 24,999  |
| La Libertad                        | 7       | Lenin Fernando Bazán Villanueva                   | Frente Amplio                    | 20,431  |
| La Libertad                        | 7       | Miguel Ángel Vivanco Reyes                        | Fuerza Popular                   | 15,720  |
| La Libertad                        | 7       | Anthony Renson Novoa Cruzado                      | Acción Popular                   | 15,268  |
| La Libertad                        | 7       | Jesús del Carmen Núñez Marreros                   | Frente Popular Agrícola del Perú | 14,283  |
| La Libertad                        | 7       | Mariano Andrés Yupanqui Miñano                    | Somos Perú                       | 13,432  |
| Lambayeque                         | 5       | Jorge Luis Pérez Flores                           | Somos Perú                       | 28,385  |
| Lambayeque                         | 5       | Rolando Campos Villalobos                         | Acción Popular                   | 25,897  |
| Lambayeque                         | 5       | Humberto Acuña Peralta                            | Alianza para el Progreso         | 24,698  |
| Lambayeque                         | 5       | María Martina Gallardo Becerra                    | Podemos Perú                     | 16,935  |
| Lambayeque                         | 5       | Rita Elena Ayasta de Díaz                         | Fuerza Popular                   | 11,163  |
| Lima y Residentes en el Extranjero | 36      | Daniel Belizario Urresti Elera                    | Podemos Perú                     | 588,763 |
| Lima y Residentes en el Extranjero | 36      | Yeremi Arón Espinoza Velarde                      | Podemos Perú                     | 110,790 |
| Lima y Residentes en el Extranjero | 36      | José Luis Luna Morales                            | Podemos Perú                     | 105,471 |
| Lima y Residentes en el Extranjero | 36      | Luis Felipe Castillo Oliva                        | Podemos Perú                     | 47,153  |
| Lima y Residentes en el Extranjero | 36      | María Teresa Cabrera Vega                         | Podemos Perú                     | 35,301  |
| Lima y Residentes en el Extranjero | 36      | Jaqueline Cecilia García Rodríguez                | Podemos Perú                     | 24,646  |
| Lima y Residentes en el Extranjero | 36      | Robinson Dociteo Gupioc Ríos                      | Podemos Perú                     | 19,032  |
| Lima y Residentes en el Extranjero | 36      | Orestes Pompeyo Sánchez Luis                      | Podemos Perú                     | 13,016  |
| Lima y Residentes en el Extranjero | 36      | Alberto de Belaúnde de Cárdenas                   | Partido Morado                   | 266,654 |
| Lima y Residentes en el Extranjero | 36      | Gino Francisco Costa Santolalla                   | Partido Morado                   | 101,819 |
| Lima y Residentes en el Extranjero | 36      | Francisco Rafael Sagasti Hochhausler              | Partido Morado                   | 96,422  |
| Lima y Residentes en el Extranjero | 36      | Daniel Federico Olivares Cortes                   | Partido Morado                   | 80,649  |
| Lima y Residentes en el Extranjero | 36      | Zenaida Solís Gutiérrez                           | Partido Morado                   | 52,597  |
| Lima y Residentes en el Extranjero | 36      | Carolina Lizárraga Houghton                       | Partido Morado                   | 49,131  |
| Lima y Residentes en el Extranjero | 36      | Wilmer Cayllahua Barrientos                       | Frente Popular Agrícola del Perú | 46,910  |
| Lima y Residentes en el Extranjero | 36      | María Cristina Retamozo Lezama                    | Frente Popular Agrícola del Perú | 34,410  |
| Lima y Residentes en el Extranjero | 36      | Isaías Pineda Santos                              | Frente Popular Agrícola del Perú | 33,009  |
| Lima y Residentes en el Extranjero | 36      | Richard Rubio Gariza                              | Frente Popular Agrícola del Perú | 27,650  |
| Lima y Residentes en el Extranjero | 36      | María Teresa Céspedes Cárdenas                    | Frente Popular Agrícola del Perú | 27,500  |
| Lima y Residentes en el Extranjero | 36      | Mónica Elizabeth Saavedra Ocharán                 | Acción Popular                   | 91,656  |
| Lima y Residentes en el Extranjero | 36      | Leslye Carol Lazo Villón                          | Acción Popular                   | 67,069  |
| Lima y Residentes en el Extranjero | 36      | Walter Jesús Rivera Guerra                        | Acción Popular                   | 36,166  |
| Lima y Residentes en el Extranjero | 36      | Luis Andrés Roel Alva                             | Acción Popular                   | 34,452  |
| Lima y Residentes en el Extranjero | 36      | Ricardo Miguel Burga Chuquipiondo                 | Acción Popular                   | 20,652  |
| Lima y Residentes en el Extranjero | 36      | Martha Gladys Chávez Cossio                       | Fuerza Popular                   | 181,640 |
| Lima y Residentes en el Extranjero | 36      | Diethell Columbus Murata                          | Fuerza Popular                   | 78,912  |
| Lima y Residentes en el Extranjero | 36      | Valeria Carolina Valer Collado                    | Fuerza Popular                   | 36,525  |
| Lima y Residentes en el Extranjero | 36      | Carlos Fernando Mesía Ramírez                     | Fuerza Popular                   | 26,536  |
| Lima y Residentes en el Extranjero | 36      | Carlos Enrique Fernández Chacón                   | Frente Amplio                    | 123,926 |
| Lima y Residentes en el Extranjero | 36      | Cindy Arlette Contreras Bautista                  | Frente Amplio                    | 57,598  |
| Lima y Residentes en el Extranjero | 36      | Rocío Yolanda Angélica Silva-Santisteban Manrique | Frente Amplio                    | 50,606  |
| Lima y Residentes en el Extranjero | 36      | Rennán Samuel Espinoza Rosales                    | Somos Perú                       | 53,644  |
| Lima y Residentes en el Extranjero | 36      | Guillermo Alejandro Antonio Aliaga Pajares        | Somos Perú                       | 22,824  |
| Lima y Residentes en el Extranjero | 36      | Omar Karim Chehade Moya                           | Alianza para el Progreso         | 24,610  |
| Lima y Residentes en el Extranjero | 36      | María del Carmen Omonte Durand                    | Alianza para el Progreso         | 18,098  |
| Lima y Residentes en el Extranjero | 36      | José Alejandro Vega Antonio                       | Unión por el Perú                | 33,251  |
| Lima Provincias                    | 4       | Carlos Alberto Almerí Veramendi                   | Podemos Perú                     | 16,224  |
| Lima Provincias                    | 4       | Alfredo Benites Agurto                            | Frente Popular Agrícola del Perú | 13,696  |
| Lima Provincias                    | 4       | Carlos Andrés Pérez Ochoa                         | Acción Popular                   | 10,454  |
| Lima Provincias                    | 4       | Liliana Angélica Pinedo Achaca                    | Fuerza Popular                   | 9,438   |
| Loreto                             | 4       | Fernando Meléndez Celis                           | Alianza para el Progreso         | 34,038  |
| Loreto                             | 4       | Leonardo Inga Sales                               | Acción Popular                   | 16,686  |
| Loreto                             | 4       | Eduardo Geovanni Acate Coronel                    | Alianza para el Progreso         | 10,101  |
| Loreto                             | 4       | Luz Milagros Cayguaray Gambini                    | Frente Popular Agrícola del Perú | 9,631   |
| Madre de Dios                      | 1       | Alexander Lozano Inostroza                        | Unión por el Perú                | 1,699   |
| Moquegua                           | 2       | Johan Flores Villegas                             | Podemos Perú                     | 7,505   |
| Moquegua                           | 2       | Walter Yonni Ascona Calderón                      | Alianza para el Progreso         | 4,977   |
| Pasco                              | 2       | Luis Carlos Simeón Hurtado                        | Acción Popular                   | 9,748   |
| Pasco                              | 2       | Marco Antonio Verde Heidinger                     | Alianza para el Progreso         | 4,483   |
| Piura                              | 7       | Mártires Lizana Santos                            | Fuerza Popular                   | 28,228  |
| Piura                              | 7       | Edward Alexander Zárate Antón                     | Fuerza Popular                   | 19,708  |
| Piura                              | 7       | María Luisa Silupú Inga                           | Fuerza Popular                   | 14,934  |
| Piura                              | 7       | Mario Javier Quispe Suárez                        | Alianza para el Progreso         | 14,479  |
| Piura                              | 7       | Franco Salinas López                              | Acción Popular                   | 14,385  |
| Piura                              | 7       | Luis Reymundo Dioses Guzmán                       | Somos Perú                       | 14,235  |
| Piura                              | 7       | Angélica María Palomino Saavedra                  | Partido Morado                   | 13,291  |
| Puno                               | 5       | Yván Quispe Apaza                                 | Frente Amplio                    | 33,174  |
| Puno                               | 5       | Yessica Marisela Apaza Quispe                     | Unión por el Perú                | 29,154  |
| Puno                               | 5       | Rubén Ramos Zapana                                | Unión por el Perú                | 26,470  |
| Puno                               | 5       | Jesús Orlando Arapa Roque                         | Acción Popular                   | 24,216  |
| Puno                               | 5       | Irene Carcausto Huanca                            | Alianza para el Progreso         | 11,681  |
| San Martín                         | 4       | Manuel Aguilar Zamora                             | Acción Popular                   | 32,614  |
| San Martín                         | 4       | Rolando Rubén Ruíz Pinedo                         | Acción Popular                   | 13,570  |
| San Martín                         | 4       | Robertina Santillana Paredes                      | Alianza para el Progreso         | 10,735  |
| San Martín                         | 4       | Gilmer Trujillo Zegarra                           | Fuerza Popular                   | 6,348   |
| Tacna                              | 2       | Héctor Simón Maquera Chávez                       | Unión por el Perú                | 16,487  |
| Tacna                              | 2       | Raúl Machaca Mamani                               | Frente Popular Agrícola del Perú | 9,140   |
| Tumbes                             | 2       | Napoleón Puño Lecarnaque                          | Alianza para el Progreso         | 6,350   |
| Tumbes                             | 2       | Manuel Arturo Merino de Lama                      | Acción Popular                   | 5,271   |
| Ucayali                            | 2       | César Gonzales Tuanama                            | Somos Perú                       | 25,862  |
| Ucayali                            | 2       | Nelly Huamani Machaca de Espinoza                 | Frente Popular Agrícola del Perú | 20,922  |

## Elección del presidente del Congreso
El 16 de marzo del 2020, tras su instalación, el congresista Manuel Merino de Acción Popular fue elegido como presidente del Congreso de la República con 93 votos, frente a Rocío Silva-Santisteban del Frente Amplio, quien obtuvo 14 votos.